# 青蛇転生
『青蛇転生』（せいじゃてんせい、原題：青蛇）は、1993年11月4日より香港で公開されたアクション・ファンタジー映画。

## 概要
原作はリリアン・リー（李碧華）のファンタジー小説『青蛇』で、南宋時代の中国を舞台にした作品。基本的に『白蛇伝』の物語をベースとしているが、本作は青蛇を主役に据えた映画作品である。『チャイニーズ・ゴースト・ストーリー』のスタッフが再集結した作品。監督・脚本はツイ・ハーク、主演はジョイ・ウォンとマギー・チャン。
日本では劇場未公開で、1994年10月28日にタキ・コーポレーションより日本語吹替版のVHS（THC-1165）が発売されており、東京国際ファンタスティック映画祭'94正式出品作品である。パッケージのキャッチコピーは「私の毒牙があなたの心を狂わせる」。

## ストーリー
人間と妖怪とが共存していた南宋時代の中国。
強い法力により若くして高僧となった法海は、全ての妖怪を悪とみなし人間とは相容れないものとして妖怪狩りをしていた。数珠を手に法師に化けて人助けをしながら、九百年もの修行を積んだ蜘蛛の妖怪も、法海によって封印されてしまった。だが雨の降る夜、竹林で若い女が今まさに出産した所を、白と青の二匹の大蛇が身を寄せ合って、母子が雨に濡れないように守っていた。それを見た法海は、善行をしたからと二匹の大蛇には手を下さず、あの蜘蛛の妖怪が持っていた数珠を授けて立ち去る。だがそれから法海は色欲に惑わされるようになり、それを絶ち切るため修行に打ち込むようになった。
それから二匹の大蛇は、妖艶な美人姉妹に化けて、とある村を訪れた。姉妹は無償で村の人々の病気や怪我を癒し、慕われる存在となっていった。そして姉妹は書生の許仙と出会い、共に彼を恋い慕うが、人間になるべく千年もの修行を積んだ姉の白蛇に対し、まだ五百年しか修行を積んでいない妹の青蛇は人間の感情が理解できず、蛇としての本性も隠し切れないでいた。それゆえ青蛇は、白蛇に対する嫉妬に駆られていった。やがて白蛇と許仙は結ばれ、青蛇も共に屋敷に住まう三人での生活が始まったが、次第に許仙は姉妹が人間ではないのでは、と勘づき脅え始める。そんな折、端午の節句の習慣として魔除けの酒を飲むことになったが、許仙はそれを屋敷の蓮池に流してしまう。だがその蓮池には青蛇が隠れており、すっかり酒に酔ってしまった青蛇は大蛇の正体を許仙に見せてしまい、彼は衝撃のあまり卒倒し絶命する。姉妹は許仙を生き返らせるため、妖怪が踏み入ってはならない霊山まで命懸けで霊芝を採りに行くが、法海もその後を追ってきた。何とか振り切って霊芝を手に入れ、先に屋敷へ戻った白蛇は許仙を蘇らせることに成功したのだった。しかし、青蛇は霊山を守る仙鶴に襲われ、どうにか法海から授かった数珠で追い払うも滝に落ちてしまう。そして滝まで辿り着いた法海は青蛇を挑発して誘惑させ、冷静を貫いてみせるも内心は色欲が絶ち切れず惑わされてしまう。また、白蛇が許仙と仲睦まじく暮らす日々の姿を見て、徐々に人間の感情を知り始めていた青蛇は、白蛇へ更なる嫉妬を燃やし姉妹は激しく衝突する。だがその時、白蛇が許仙との子を宿していることを告げられる。
しかしそこに、二人の仲を引き裂こうと法海が立ちはだかる。これまで三人が暮らしてきた屋敷も、全て姉妹の幻術によるもので法海によって消し去られ、荒れ地となってしまった。そして法海は許仙を金山寺へ連れ去ってしまう。許仙を取り返すべく、姉妹は妖術で長江を激しく氾濫させ大洪水を引き起こし、金山寺を水責めにするが、許仙との子を宿していた白蛇は突如産気づき、荒れ狂う川の中で赤子を産み落としてしまう。必死の思いで我が子を法海に託した白蛇だが、押し流されて来た雷峰塔もろとも濁流に飲み込まれ姿を消した。そこへようやく許仙を取り返した青蛇が戻って来るが、白蛇の死を悟ると、姉の所へ行けと剣で許仙を刺し殺す。それを見た法海はまたも青蛇に手を下そうとするが、青蛇から金山寺の僧たちを全て死なせた罪を咎められる。そして、人間の愛とは何かと疑問を抱いた青蛇は、法海が愛を悟った時に再び戻って来ると告げ、いずこともなく去っていくのだった。

## キャスト
| 役名                 | 俳優                   | 日本語吹替                                                                                           |
| -------------------- | ---------------------- | --- |
| 法海                 | ツァオ・ウェン・ツォウ | 牛山茂                                                                                               |
| 白素貞               | ジョイ・ウォン         | 深見梨加                                                                                             |
| 小青                 | マギー・チャン         | 岡本麻弥                                                                                             |
| 許仙                 | ウー・クォ・チュ       | 平田広明                                                                                             |
| (踊り子)             | ナグマ                 | (無し)                                                                                               |
| その他               | N/A                    | 安西正弘 中田和宏 水野龍司 津村まこと 中博史 棚田恵美子 松本大 喜田あゆ美 小形満 天田益男 山崎たくみ |
| 日本語版制作スタッフ |                        | |
| プロデューサー       | プロデューサー         | 國生晃司 桐山京子（ビデオチャンプ）                                                                  |
| 演出                 | 演出                   | 蕨南勝之                                                                                             |
| 翻訳                 | 翻訳                   | 岩佐幸子                                                                                             |
| 調整                 | 調整                   | 荒井孝                                                                                               |
| 効果                 | 効果                   | 倉橋静男                                                                                             |
| 制作進行             | 制作進行               | 関口未来子（東北新社）                                                                               |
| 日本語版制作         | 日本語版制作           | (株)東北新社                                                                                         |

## スタッフ
- 製作：ウー・セイエン
- プロデュース・監督：ツイ・ハーク〈チャイニーズ・ゴースト・ストーリー〉
- 原作：リリアン・リー『青蛇』
- 脚本：ツイ・ハーク、リリアン・リー
- 特殊効果：新視覚特技工作室
- 動作設計：トン・ガイ、ユン・ブン
- 音楽：ジェームズ・ウォン